# Maya: eerste vlucht
Maya: (de) eerste vlucht (Duits: Die Biene Maja: der Kinofilm, Engels: Maya the Bee: Movie) is een Duits-Australische animatiefilm uit 2014 onder regie van Alexs Staderman rond het figuurtje Maja de Bij.

## Verhaal
Het nieuwsgierige bijtje Maya heeft soms problemen om zich aan de regels van de bijenkorf te houden. Wanneer de koninginnengelei wordt gestolen, verdenkt men de horzels. Maar ook Maya wordt verdacht mee in het complot te zitten. Enkel haar vriend Willy gelooft in haar onschuld. Maya en Willy ontvluchten de bijenkorf en gaan op onderzoek uit om de waarheid te achterhalen en de koningin te redden.

## Stemverdeling[1]
| Personage          | Engelse stem      | Nederlandse stem    | Vlaamse stem       |
| ------------------ | ----------------- | ------------------- | ------------------ |
| Maya               | Coco Jack Gillies | Vajèn van den Bosch | Free Souffriau     |
| Willy              | Kodi Smit-McPhee  | Valentijn Banga     | Thomas Van Goethem |
| Filip              | Richard Roxburgh  |                     | Bob Selderslaghs   |
| Sting              | Joel Franco       | Bickel Krabbé       | Bert Verbeke       |
| Henk               | Andy McPhee       | Martijn Krabbé      | Raf Walschaerts    |
| Kruipy             | Noah Taylor       |                     | Jeroen Van Dyck    |
| Juffrouw Cassandra | Justine Clarke    |                     | Hilde Heijnen      |
| Kurt               | Glenn Fraser      |                     | Jan Van Looveren   |
| Rechter Bijenwas   | Heather Mitchell  |                     | Peter Van De Velde |
| Buzzlinda          | Jacki Weaver      | Irene Moors         | Marleen Merckx     |
| De bijenkoningin   | Miriam Margolyes  |                     | Anke Helsen        |
| Eddy               | David Collins     | Coen Swijnenberg    | Otto-Jan Ham       |
| Freddy             | Shane Dundas      | Sander Lantinga     | Jelle De Beule     |
| Mot                | Cam Ralph         |                     | Philippe Bernaerts |

## Prijzen en nominaties
| Jaar | Prijs                      | Categorie                  | Genomineerde(n)                   | Uitslag     |
| ---- | -------------------------- | -------------------------- | --------------------------------- | ----------- |
| 2014 | Asia Pacific Screen Awards | Best Animated Feature Film | Barbara Stephen, Thorsten Wegener | Genomineerd |

## Productie
Deze eerste 3D-langspeelfilm, gebaseerd op de televisieserie Maja de Bij, kwam in meer dan honderd landen in de bioscoop.